# Endrosa subalpina
Endrosa subalpina là một loài bướm đêm thuộc phân họ Arctiinae, họ Erebidae.